# Amours de Gombault et Macée
Les Amours de Gombault et Macée sont un thème pastoral en vogue en particulier dans la tapisserie et la gravure à la fin du XVIe et au XVIIe siècle. Ces œuvres mettent en scène les âges de la vie paysanne à travers l'existence et les amours d'un berger et d'une bergère.

## Le thème
Ce thème s'inscrit dans la tradition de la littérature pastorale, et notamment du roman pastoral, à la mode tout au long du XVIe siècle et qui connaît son couronnement en France avec L'Astrée d'Honoré d'Urfé, en 1607.
Cependant, la série de tapisseries relatant « les amours de Gombault et Macée », soit huit panneaux pour la série complète, s'en distingue par le fait qu'elle poursuit l'histoire au-delà du mariage, jusqu'à la mort de Gombault, et accorde une place plus grande aux éléments réalistes de la vie quotidienne. Par ailleurs, les représentations et surtout les textes contenus dans les cartels qui figurent sur certains panneaux abordent la sexualité avec légèreté et grivoiserie.
Ce thème a connu une grande fortune au XVIIe siècle, au point qu'on y trouve une allusion dans L'Avare de Molière.

## Les œuvres

### Tapisserie
Le thème a été traité notamment par les ateliers de Bruges, d'Aubusson et de Tours.
- Musée des beaux-arts de Saint-Lô : la tenture comporte huit tapisseries sorties des ateliers de Bruges à la fin du XVIe siècle. Elles ont été données par Jules Lebrun de Plaisance, alors propriétaire du château de Laulne où elles se trouvaient. S'y ajoute une autre tapisserie sur le même thème (La Mort de Gombault), issue des ateliers de la Marche et offerte au musée en 1880 par le collectionneur et mécène Maurice Fenaille.
- Château de Montal[4] (Lot) : La Chasse aux papillons (Aubusson, XVIIe siècle), dans la salle des gardes ; Les Fiançailles, Les Accordailles, Le Cortège nuptial (Aubusson, XVIIe siècle), dans la salle Robert de Balsac ; Le Jeu du tiquet[5] et La Cueillette (Tours, XVIIe siècle, mais à partir de modèles pouvant remonter au XVIe siècle), dans la salle d'honneur du 1er étage ; La Danse (Bruges, milieu du XVIIe siècle) dans la chambre de M. Fenaille[6].
- Château du Moulin à Lassay-sur-Croisne (Loir-et-Cher) : La préparation du repas (Flandres, fin XVIe siècle)[7].
- Château d'Anjony (Cantal).
- Musée Gruuthuse, Bruges : La Danse, La Noce.
- Château d'Ambleville (Val d'Oise) : tenture de six tapisseries d'Audenarde, vers 1610, signées I.S.T.A. peut-être un membre de la famille Stichelbaut ou Stalins. La Bascule, L'Escarpolette, Les Mangeurs de bouillie, Le Jeu de la main chaude, Les Fiançailles ou La Rencontre, Le Repas de noce. Les bordures d'après les dessins de Jean Leclerc (B.N.), vers 1596.
- Au Kunsthistorisches Museum à Vienne en Autriche se trouve une édition Bruxelloise de la chambre d’Ambleville.
- Château de Broughton en Angleterre. Une chambre de sept tapisseries est en possession du duc de Buccleuch.
- Au Mobilier National, une autre chambre est conservée à  Paris.

### Gravure
- Jean Leclerc, graveur de la fin du XVIe siècle : série de huit estampes. (B.N.).